# Fiscale en parafiscale vrijstellingen in België
Op deze pagina wordt een overzicht gegeven van de fiscale en parafiscale vrijstellingen binnen het Belgisch fiscaal stelsel.
België kent een hoge belastingsdruk. Om dit enigszins te compeseren worden een aantal fiscale uitzonderingen toegestaan. Deze worden hieronder opgelijst. Het overzicht volgt het verloop uit het rapport in mei 2020 van de Hoge Raad van Financiën.
Nadelen zijn echter dat verlagingen van belastingen en bijdragen de financiering van de (sociale) stelsels onder druk zetten en leiden tot nodeloos complexe belastingregels.

## Niet belast voor werknemers
Mogelijks gelden beperkingen.
- Vrijgestelde voordelen (sociale voordelen, maaltijdcheques, ecocheques etc) en voordelen van alle aard (bedrijfswagens, bedrijfsrestaurant, huispersoneel etc)
- verschillende diensten-, sport- en cultuurcheques
- Kosten eigen aan de werkgever
- Cafetariaplannen
- Belastingsvrij bijverdienen
- Flexi-jobs
- Niet-recurrente resultaatsgebonden voordelen (bonus)
- Werknemersparticipaties en winstpremies
- Optieplannen
- de reiskosten voor woon-werkverkeer
- vergoedingen voor vrijwilligers bij de brandweer, ambulancediensten en civiele bescherming
- het PWA-arbeidssysteem
- kilometervergoedingen
- gebruik van fietsen en speedelecs voor woon-werkverkeer (fietsvergoeding)
- tussenkosten van de werkgever in it-infrastructuur
- premies betaald door werknemers en bedrijfsleiders als 2e pensioenpijler
- mobiliteitsbudget
- opleidingspremies
- opleidingsbudget
- ontslaguitkeringen en ontslagcompensatievergoedingen

## Vrijgesteld in de personenbelasting
- Meerwaarden (op gronden, gebouwen, roerende goederen en op aandelen)
- de pensioenen van slachtoffers en strijders van de wereldoorlogen
- inkomsten door het Fonds Beroepsziekten
- vergoedingen voor begrafeniskosten betaald door bepaalde overheden
- onkostenvergoedingen voor het produceren van artistieke werken
- bepaalde subsidies voor landbouwers
- bezoldigingen voor overuren in bepaalde sectoren
- bepaalde aanvullende vergoedingen bovenop een werkloosheidsuitkering
- Stimuli voor zelfstandigen: zoals investeringsaftrek, stagebonus

- Inkomens die niet aan de sociale zekerheid worden onderworpen
- Vervennootschappelijking, waarbij het fiscaal aantrekkelijk is om activiteiten onder te brengen in een vennootschap.

## Voordeelregimes
- Voor sporters
- Auteursrechten (beperkingen sinds de inkomsten 2023[2])
- Pensioenkapitaal
- Privaat verhuurde eigendommen
- Gelegenheidswerkers, o.a. in de horeca en land- en tuinbouw
- Specifieke stelsels, o.a. voor horeca, opvangouders, en vissers
- Belastingsvermindering voor vervangingsinkomsten